# Semiotus acutus
Semiotus acutus is een keversoort uit de familie kniptorren (Elateridae). De wetenschappelijke naam van de soort werd voor het eerst geldig gepubliceerd in 1874 door Candèze.